# Mangora semiatra
Mangora semiatra là một loài nhện trong họ Araneidae.
Loài này thuộc chi Mangora. Mangora semiatra được Herbert Walter Levi miêu tả năm 2007.